# فيلاروزا
فيلاروزا (بالإيطالية: Villarosa)‏ هي بلدية في مقاطعة إنا في صقلية الإيطالية.

## السكان
في سنة 1861 بلغ عدد السكان 6٬814 نسمة، وتطور العدد ليصل في سنة 2011 لـ 5٬130 نسمة.
يظهر هذا المخطط البياني تطور النمو السكاني لـ فيلاروزا

## أعلام
- باولو أبيت